# أروون سامويل أولناري
أروون سامويل أولناري (بالإنجليزية: Aaron Samuel Olanare)‏ (4 يونيو 1994 ببورت هاركورت في نيجيريا - ) هو لاعب كرة قدم نيجيري في مركز الهجوم. شارك مع منتخب نيجيريا تحت 20 سنة لكرة القدم ومنتخب نيجيريا لكرة القدم. أما مع النوادي، فقد لعب مع شوتينغ ستارز ونادي دولفينز ونادي ساربسبورغ 08 ونادي سيسكا موسكو ونادي غوانغجو آر أند إف ونادي فوليرينغا.

## وصلات خارجية
- أروون سامويل أولناري على موقع اتحاد النرويج (النرويجية)
- أروون سامويل أولناري على موقع اتحاد تركيا (لاعب) (الإنجليزية)
- أروون سامويل أولناري على موقع قاعدة بيانات كرة القدم.إي يو (الإنجليزية)
- أروون سامويل أولناري على موقع ناشيونال فوتبول تيمز (الإنجليزية)
- أروون سامويل أولناري على موقع Soccerway.com (الإنجليزية)